# Karl Brandt
Karl Brandt, född 8 januari 1904 i Mülhausen, död 2 juni 1948 i Landsberg am Lech, var en tysk läkare, SS-Gruppenführer och generallöjtnant i Waffen-SS. Han var Adolf Hitlers personlige eskortläkare och generalläkare i armén. Under andra världskriget var Brandt chef för Nazitysklands så kallade eutanasiprogram, Aktion T4.

## Biografi
Brandt, som avlade läkarexamen 1928, inträdde i Nationalsocialistiska tyska arbetarepartiet (NSDAP) 1932 och kort därefter i Schutzstaffel (SS) med tjänstegraden SS-Untersturmführer, den lägsta officersgraden. Under andra världskriget utfärdade Brandt order om olika medicinska experiment på koncentrationslägerfångar och utförde ofta dessa egenhändigt. Dessa experiment, som ägde rum på olika så kallade eutanasiinstitut och i bland annat Dachau, Buchenwald och Auschwitz, innebar att offren bland annat utsattes för höghöjdsexperiment, nedfrysning, ben-, muskel- och nervtransplantationer, sterilisering, olika tyfusexperiment samt experiment med sulfanilamid.

### Avsked
Efter 20 juli-attentatet 1944 kritiserade Brandt Theodor Morells metoder att vårda Hitler och blev i september samma år avskedad som eskortläkare. Brandt utsågs istället till rikskommissarie för medicin och hälsovård. I april 1945 lät Brandt evakuera sin hustru och alla kvinnor i sin stab för att de inte skulle hamna i allierad fångenskap. Hitler anklagade då Brandt för defaitism; Brandt ställdes inför krigsrätt och dömdes till döden. Han frisläpptes dock ur häktet kort efter Hitlers död.

### Rättegång
I slutet av maj 1945 greps Brandt av allierade soldater. Han ställdes inför rätta i Nürnberg vid en rättegång med det formella namnet United States of America vs. Karl Brandt et al., mera känd som läkarrättegången. Processen mot Brandt och 22 andra nazistiska läkare inleddes den 9 december 1946 och domslutet meddelades den 19 augusti 1947. Brandt jämte sex andra anklagade dömdes till döden och avrättades genom hängning i Landsbergfängelset i Landsberg am Lech i Bayern.
Karl Brandt var gift med simmerskan Anni Rehborn (1904–1987), med vilken han fick sonen Karl Adolf (född 1935).

## Citat
| ”                   | De etiska förpliktelserna måste underordna sig krigets totalitära natur. | „ |
| – Karl Brandt 1947. |                                                                          |   |

## Befordringshistorik
- Untersturmführer: 29 juli 1934
- Obersturmführer: 1 januari 1935
- Sturmbannführer: 9 november 1937
- Obersturmbannführer: 1939
- Standartenführer: 1 augusti 1942
- Brigadeführer och generalmajor i Waffen-SS: 30 januari 1943
- Gruppenführer och generallöjtnant i Waffen-SS: 20 april 1944

## Utmärkelser
- SA:s idrottsutmärkelse
- NSDAP:s partitecken i guld
- SS Hederssvärd
- SS-Ehrenring (Totenkopfring)